# Primera División de Nicaragua 2010-11
La Primera División de Nicaragua 2010-2011 fue la de la máxima categoría de Fútbol de Nicaragua para el segundo semestre de 2010 y el primero de 2011. Participaron 8 equipos que jugaron dos torneos Apertura y Clausura. El equipo que en las fases regulares sume más puntos y gane el torneo de Apertura y/o Clausura calificará a la Concacaf Liga Campeones 2011-2012.

## Formato
Se divide el año futbolístico en dos torneos Apertura 2010 y Clausura 2011.
Cada torneo tiene tres fases:
- La primera fase o temporada regular, donde los 8 clubes juegan entre sí dos partidos alternando la localía. Califican a la siguiente ronda los 4 mejores de la tabla.
- La Segunda Fase o Ronda Semifinal donde los 4 clubes restantes vuelven a enfrentarse entre sí dos veces alternando localía. Califican a la siguiente ronda los 2 mejores de la tabla.
- La Final se juega a ida y vuelta. El segundo partido será en casa del equipo que terminó primero la Segunda Fase.
Finalmente si un equipo gana los dos torneos será coronado Campeón Nacional
Si hay campeones diferentes el Campeón Nacional se definirá en una final a doble partido denominada "Finalísima" en que el campeón de Clausura jugaría la vuelta de local.

## Descenso
Puede haber uno o dos equipos que desciendan a Segunda División. El descenso directo será para el equipo que sumando resultados en las temporadas regulares de Apertura y Clausura quede en último lugar.
El penúltimo lugar tendrá que jugar una promoción o repechaje contra el subcampeón de Segunda División a doble partido y el ganador jugara en Primera División para la temporada 2011-2012.

## Equipos
| Equipo                        | Departamento  | Ciudad   | Estadio                                 |
| ----------------------------- | ------------- | -------- | --------------------------------------- |
| América Fútbol Club           | Managua       | Managua  | Olímpico IND                            |
| Club Deportivo Ocotal         | Nueva Segovia | Ocotal   | Municipal Glorias del Béisbol Segoviano |
| Club Deportivo Walter Ferreti | Managua       | Managua  | Olímpico IND                            |
| Diriangén Fútbol Club         | Carazo        | Diriamba | Cacique Diriangén                       |
| Managua Fútbol Club           | Managua       | Managua  | Olímpico IND                            |
| Real Estelí Fútbol Club       | Estelí        | Estelí   | Independencia                           |
| Real Madriz Fútbol Club       | Madriz        | Somoto   | Solidaridad Augusto César Mendoza       |
| Xilotepelt Fútbol Club        | Carazo        | Jinotepe | Pedro Selva                             |

## Temporada regular
| Equipo          | Pts | PJ | PG | PE | PP | GF | GC | Dif |
| --------------- | --- | -- | -- | -- | -- | -- | -- | --- |
| Walter Ferretti | 27  | 14 | 8  | 3  | 3  | 26 | 18 | 8   |
| Diriangén       | 26  | 14 | 8  | 2  | 4  | 29 | 17 | 12  |
| Managua         | 26  | 14 | 8  | 2  | 4  | 22 | 15 | 7   |
| Real Madriz     | 22  | 14 | 6  | 4  | 4  | 16 | 19 | -3  |
| Real Estelí     | 21  | 14 | 6  | 3  | 5  | 13 | 11 | 2   |
| Xilotepelt      | 13  | 14 | 3  | 4  | 7  | 17 | 22 | -5  |
| Ocotal          | 13  | 14 | 3  | 4  | 7  | 17 | 23 | -6  |
| América         | 7   | 14 | 1  | 4  | 9  | 9  | 24 | -15 |

## Ronda Semifinal
| Equipo          | Pts | PJ | PG | PE | PP | GF | GC | Dif |
| --------------- | --- | -- | -- | -- | -- | -- | -- | --- |
| Diriangén       | 16  | 6  | 5  | 1  | 0  | 9  | 1  | 8   |
| Walter Ferretti | 10  | 6  | 3  | 1  | 2  | 9  | 3  | 6   |
| Managua         | 8   | 6  | 2  | 2  | 2  | 8  | 4  | 4   |
| Real Madriz     | 0   | 6  | 0  | 0  | 6  | 0  | 18 | -18 |

| Fecha           | Lugar    | Local          | Resultado | Visitante      |
| --------------- | -------- | -------------- | --------- | -------------- |
| 24 de octubre   | Managua  | Managua        | 1:1       | Walter Ferreti |
| 27 de octubre   | Diriamba | Diriangén      | 2:0       | Real Madriz    |
| 31 de octubre   | Somoto   | Real Madriz    | 0:3       | Walter Ferreti |
| 31 de octubre   | Managua  | Managua        | 1:2       | Diriangén      |
| 7 de noviembre  | Diriamba | Diriangén      | 1:0       | Walter Ferreti |
| 7 de noviembre  | Managua  | Managua        | 5:0       | Real Madriz    |
| 14 de noviembre | Somoto   | Real Madriz    | 0:3       | Diriangén      |
| 14 de noviembre | Managua  | Managua        | 0:1       | Walter Ferreti |
| 21 de noviembre | Diriamba | Diriangén      | 0:0       | Managua        |
| 21 de noviembre | Managua  | Walter Ferreti | 4:0       | Real Madriz    |
| 27 de noviembre | Somoto   | Real Madriz    | 0:1       | Managua        |
| 28 de noviembre | Managua  | Walter Ferreti | 0:1       | Diriangén      |

## Final
| Fecha           | Ciudad   | Equipo local    | Resultado | Equipo visitante |
| --------------- | -------- | --------------- | --------- | ---------------- |
| 5 de diciembre  | Diriamba | Walter Ferretti | 1 - 0     | Diriangén        |
| 12 de diciembre | Managua  | Diriangén       | 2 - 1     | Walter Ferretti  |

| 5 de diciembre de 2010 | Walter Ferretti  | 1:0 | Diriangén | Olímpico IND, Managua |  |
|                        | Juan Barrera 77' |     |           |                       |  |

| 12 de diciembre de 2010 | Diriangén                           | 2:1 | Walter Ferretti          | Cacique Diriangén, Diriamba |  |
|                         | Marcos Román 43' · Remy Vanegas 88' |     | Denis Espinoza 66'(pen.) |                             |  |

| Nicaragua               |
| Campeón Walter Ferretti |

## Temporada regular
| Equipo          | Pts | PJ | PG | PE | PP | GF | GC | Dif |
| --------------- | --- | -- | -- | -- | -- | -- | -- | --- |
| Real Estelí     | 28  | 14 | 8  | 4  | 2  | 22 | 11 | 11  |
| Diriangén       | 24  | 14 | 7  | 3  | 4  | 23 | 16 | 7   |
| Walter Ferretti | 22  | 14 | 7  | 1  | 6  | 18 | 14 | 4   |
| Ocotal          | 21  | 14 | 6  | 3  | 5  | 24 | 26 | -2  |
| América         | 17  | 14 | 5  | 2  | 7  | 17 | 23 | -6  |
| Managua         | 17  | 14 | 5  | 2  | 7  | 19 | 20 | -1  |
| Xilotepelt      | 14  | 14 | 3  | 5  | 6  | 21 | 29 | -8  |
| Real Madriz     | 12  | 14 | 2  | 6  | 6  | 13 | 18 | -5  |

## Ronda Semifinal
| Equipo         | Pts | PJ | PG | PE | PP | GF | GC | Dif |
| -------------- | --- | -- | -- | -- | -- | -- | -- | --- |
| Real Estelí    | 15  | 6  | 5  | 0  | 1  | 13 | 2  | 11  |
| Walter Ferreti | 8   | 6  | 2  | 2  | 2  | 3  | 6  | -2  |
| Diriangén      | 5   | 6  | 1  | 2  | 3  | 4  | 8  | -4  |
| Ocotal         | 5   | 6  | 1  | 2  | 3  | 4  | 9  | -5  |

| Fecha       | Lugar    | Local           | Resultado | Visitante       |
| ----------- | -------- | --------------- | --------- | --------------- |
| 9 de abril  | Estelí   | Real Estelí     | 2:0       | Walter Ferretti |
| 10 de abril | Diriamba | Diriangén       | 3:1       | Ocotal          |
| 13 de abril | Ocotal   | Ocotal          | 0:1       | Real Estelí     |
| 13 de abril | Managua  | Walter Ferretti | 3:1       | Diriangén       |
| 17 de abril | Diriamba | Diriangén       | 0:2       | Real Estelí     |
| 17 de abril | Managua  | Walter Ferretti | 0:0       | Ocotal          |
| 30 de abril | Estelí   | Real Estelí     | 2:0       | Diriangén       |
| 1 de mayo   | Ocotal   | Ocotal          | 3:0       | Walter Ferretti |
| 4 de mayo   | Estelí   | Real Estelí     | 5:0       | Ocotal          |
| 4 de mayo   | Diriamba | Diriangén       | 0:0       | Walter Ferretti |
| 8 de mayo   | Managua  | Walter Ferretti | 2:1       | Real Estelí     |
| 8 de mayo   | Ocotal   | Ocotal          | 0:0       | Diriangén       |

## Final
| Fecha      | Ciudad  | Equipo local    | Resultado | Equipo visitante |
| ---------- | ------- | --------------- | --------- | ---------------- |
| 15 de mayo | Managua | Walter Ferretti | 1 - 0     | Real Estelí      |
| 21 de mayo | Estelí  | Real Estelí     | 3 - 1     | Walter Ferretti  |

| 15 de mayo | Walter Ferretti            | 1-0 | Real Estelí | Olímpico IND, Managua |  |
|            | Salvador García 50' (a.g.) |     |             |                       |  |

| 21 de mayo | Real Estelí                                            | 3-1 | Walter Ferretti   | Independencia, Estelí |  |
|            | Manuel Rosas 10' · José Flores 20' · Samuel Wilson 88' |     | Marlon Mancía 78' |                       |  |

| Nicaragua           |
| Campeón Real Estelí |

## Finalísima
| Fecha       | Ciudad  | Equipo local   | Resultado     | Equipo visitante |
| ----------- | ------- | -------------- | ------------- | ---------------- |
| 4 de junio  | Estelí  | Real Estelí    | 1 - 0         | Walter Ferreti   |
| 12 de junio | Managua | Walter Ferreti | 2 - 1 (2 - 4) | Real Estelí      |

| 4 de junio | Real Estelí      | 1-0 | Walter Ferreti | Independencia, Estelí |  |
|            | Samuel Wilson 3' |     |                |                       |  |

| 12 de junio | Walter Ferreti                        | 2-1 (2-4) | Real Estelí      | Olímpico IND, Managua |  |
|             | Marlon Mancía 5' · Armando Reyes 111' |           | Rudel Calero 95' |                       |  |

| Penales         |                  |     |                  |                |
| Denis Espinoza  | Acierto de penal | 1:1 | Acierto de penal | Manuel Rosas   |
| Armando Reyes   | Fallo de penal   | 1:2 | Acierto de penal | Elmer Mejía    |
| Axel Villanueva | Acierto de penal | 2:3 | Acierto de penal | Eliuth Zeledón |
| Osman Delgado   | Fallo de penal   | 2:4 | Acierto de penal | Rudel Calero   |

| Nicaragua                    |
| Campeón Nacional Real Estelí |
| 9.º Campeonato               |

## Tabla General
Sumatoria de las Temporadas Regulares de Apertura y Clausura
|  | Campeón Nacional y calificado a la Liga de Campeones de la Concacaf 2011-12. |
|  | Juega la Promoción contra el subcampeón de la Segunda División.              |
|  | Desciende a Segunda División.                                                |

| Equipo          | Pts. | PJ | PG | PE | PP | GF | GC | Dif. |
| --------------- | ---- | -- | -- | -- | -- | -- | -- | ---- |
| Diriangén       | 50   | 28 | 15 | 5  | 8  | 52 | 33 | 19   |
| Real Estelí     | 49   | 28 | 14 | 7  | 7  | 35 | 22 | 13   |
| Walter Ferretti | 49   | 28 | 13 | 4  | 11 | 44 | 32 | 12   |
| Managua         | 43   | 28 | 13 | 4  | 11 | 41 | 35 | 6    |
| Ocotal          | 34   | 28 | 9  | 7  | 12 | 41 | 49 | -8   |
| Real Madriz     | 34   | 28 | 8  | 10 | 10 | 29 | 37 | -8   |
| Xilotepelt      | 27   | 28 | 6  | 9  | 13 | 38 | 51 | -13  |
| América         | 24   | 28 | 6  | 6  | 16 | 26 | 47 | -21  |

## Repechaje por el Ascenso
| Fecha       | Ciudad     | Equipo local  | Resultado | Equipo visitante |
| ----------- | ---------- | ------------- | --------- | ---------------- |
| 12 de junio | Chinandega | Chinandega FC | 2 - 0     | Xilotepelt       |
| 19 de junio | Jinotepe   | Xilotepelt    | 3 - 1     | Chinandega FC    |

| 12 de junio | Chinandega FC                       | 2-0 | Xilotepelt | Efraín Tijerino, Chinandega |  |
|             | Luis Sinclair 7' · Vidal Alonso 55' |     |            |                             |  |

| 19 de junio | Xilotepelt                                               | 3-1 | Chinandega FC      | Pedro Selva, Jinotepe |  |
|             | Emilio Palacios 14' · Jaime Romo 52' · Pedro Arteaga 78' |     | Leslie Caldera 80' |                       |  |

| Nicaragua                                |
| Ascenso a Primera División Chinandega FC |